# La banda/Se c'è una cosa che mi fa impazzire
La banda/Se c'è una cosa che mi fa impazzire è l'82° singolo di Mina, pubblicato nel maggio del 1967 su vinile a 45 giri dall'etichetta Ri-Fi.

## Descrizione
Ultimo singolo ufficiale inciso da Mina per la Ri-Fi; a fine del 1967, infatti, la cantante decide di fondare, insieme al padre Giacomo Mazzini, una propria etichetta discografica, la PDU (Platten Durcharbeitung Ultraphone) con sede nel Liechtenstein e uffici commerciali a Lugano, in Svizzera.
Entrambi i brani fanno parte dell'album Sabato sera - Studio Uno '67, con gli arrangiatori che dirigono le rispettive orchestre.

### Successo e classifiche
Il singolo conferma il perentorio ritorno di Mina ai vertici della hit-parade.
| Classifica 1967  | Posizione    | Settimane |
| ---------------- | ------------ | --------- |
| 1 luglio         | 9 (dalla 28) | 1         |
| 8 luglio         | 8            | 1         |
| 15 luglio        | 7            | 1         |
| 22 luglio        | 6            | 1         |
| 29 luglio        | 5            | 1         |
| 5 - 12 agosto    | 4            | 2         |
| 19 - 26 agosto   | 3            | 2         |
| 2 - 30 settembre | 4            | 5         |
| 7 ottobre        | 6            | 1         |
| 14 ottobre       | 9            | 1         |
| 21 ottobre       | 10           | 1         |

Per oltre 4 mesi interi nelle prime dieci, con 9 settimane consecutive tra le prime quattro.
A fine 1967 è il 15° singolo più venduto dell'anno.

## La banda
Cover della canzone in portoghese A banda, scritta e composta da Chico Buarque de Hollanda, successo in Brasile prima di Nara Leão (che vince nel 1966 l'importante e seguitissimo Festival di Rio) e poi dello stesso autore, tradotta in italiano da Antonio Amurri.
Buarque, costretto all'esilio dal regime militare che non lo gradisce, si stabilisce in Italia dove ha tempo di riproporre sia la versione originale sia quella in italiano. Ma aspetterà di tornare in patria negli anni ottanta, appena i militari avranno lasciato il potere, per dar sfogo a tutta la sua creatività compositiva.
Nel 1970 Mina incide anche la versione in portoghese per l'album Mina canta o Brasil, ristampato su CD del 2001.

### Musica e testo
Il giovane Chico, che sarà poi ritenuto con Gilberto Gil e Caetano Veloso uno dei fondatori della Música popular brasileira, a metà degli anni sessanta, senza preconcetti, mischia i generi e gli stili musicali tradizionali del suo paese come la bossa nova e il samba con le emergenti sonorità rock e pop straniere. Il testo fresco e semplice, ma con la tipica venatura di tristezza sudamericana, racconta di un piccolo villaggio attraversato da una banda, che con la sua musica trascinante e la sua simpatica allegria, fa dimenticare agli abitanti tutti i problemi quotidiani. Purtroppo, passata la banda, l'euforia cessa e ritornano immutate le difficoltà della vita. Quest'ultimo dettaglio è stato abilmente omesso da Amurri nella sua traduzione, al fine di enfatizzare l'aspetto solare e scanzonato del brano, agevolandone verosimilmente un successo maggiore.

### Video
Mina presenta la canzone (in italiano) per la prima volta nella terza puntata del programma tv Sabato sera il 15 aprile 1967 e la ripropone ancora nella trasmissione del 20 maggio (ottava puntata). Il video della prima registrazione dal vivo è contenuto nel DVD Gli anni Rai 1967 vol. 6, che fa parte di un cofanetto monografico pubblicato da Rai Trade e GSU nel 2008.
A luglio Mina, ospite della trasmissione Eccetera, eccetera, sarà ricordata più per il nuovo look della sua cortissima capigliatura biondo-platino, che per aver promosso la canzone.
Non poteva poi mancare il filmato per il quinto ciclo di caroselli Barilla, andato in onda nell'autunno del 1967.
Nel 1968 alla cantante, sempre come ospite, sarà richiesto di eseguire ancora il popolare brano, nell'undicesima puntata di Su e giù (18 aprile) e nella terza trasmissione (11 luglio) del nuovo spettacolo Senza rete, questa volta in diretta con l'orchestra di Pino Calvi. Entrambe le esibizioni sono registrate in altrettanti video presenti sul DVD Gli anni Rai 1967-1968 vol. 5.

## Se c'è una cosa che mi fa impazzire
Anche il lato B del singolo ha conosciuto un'ottima notorietà e un relativo successo.
Presentato due volte da Mina a Sabato sera nella seconda e nella settima puntata (8 aprile e 13 maggio 1967), è stato anche filmato per il quinto ciclo di caroselli Barilla, trasmessi nell'autunno 1967.
Le registrazioni delle esibizioni a Sabato sera si trovano rispettivamente nei DVD Gli anni Rai 1966-1967 vol. 7 e Gli anni Rai 1967 Vol. 6, pubblicati da Rai Trade e GSU nel 2008 in un cofanetto monografico che raccoglie tutti i video del periodo di attività della cantante negli spettacoli serali di varietà televisivo.

## Tracce
Lato A
1. La banda (A banda) – 2:35 (testo: Antonio Amurri – musica: Chico Buarque de Hollanda; edizioni musicali Cicogna)

Lato B
1. Se c'è una cosa che mi fa impazzire – 2:38 (testo: Antonio Amurri – musica: Bruno Canfora; edizioni musicali Curci)